# Ueli Bodenmann
Ueli Bodenmann (* 14. März 1965 in St. Gallen) ist ein ehemaliger Schweizer Ruderer.
Bodenmann startete für den Seeclub Rorschach. Er gewann bei den Olympischen Sommerspielen 1988 die Silbermedaille im Doppelzweier, vier Jahre später verpasste er die Bronzemedaille im Doppelvierer um vier Hundertstelsekunden. 1996 belegte er im Doppelvierer den fünften Platz. Er nahm weiterhin fünfmal an Ruder-Weltmeisterschaften teil und konnte dabei im Jahr 1990 eine Silbermedaille im Doppelvierer gewinnen. 
Gegenwärtig konzentriert er sich auf seine eigene Ruderschule sowie den Verkauf von Ruderbooten.